# Eumimesis trilineata
Eumimesis trilineata är en skalbaggsart som beskrevs av Magno och Monné 1990. Eumimesis trilineata ingår i släktet Eumimesis och familjen långhorningar. Inga underarter finns listade i Catalogue of Life.